# T.C.ベアー

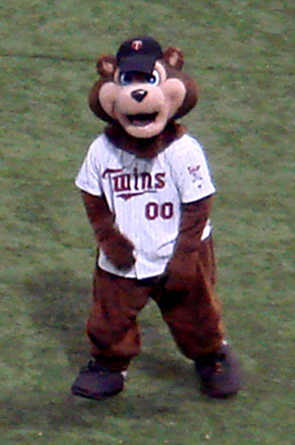

T.C.ベアー（T. C. Bear）は、MLB・ミネソタ・ツインズの球団マスコットキャラクターである。
モチーフは熊であり、地元ミネソタ州セントポールにあるビール醸造会社のハムズ・ブルワリーのマスコットであるハムズ・ベアー（Hamm's Bear）をモデルとしている。

## 概要・特徴
T.C.ベアーは1991年生まれで、2000年4月3日よりツインズのマスコットとなった。それ以前は肉食獣リーグで三冠王を獲得していた強打者だったという。TCの意味はチームの帽子やヘルメットのロゴに使用されているものと同じく、ミネアポリス市とミシシッピ川対岸のミネソタ州州都セントポール市が「ツイン・シティーズ（双子都市）」と呼ばれることに由来することから。

## プロフィール
球団公式ホームページによるプロフィールは以下の通り。
- フルネーム：T.C. Bear (The T.C. stands for Twin Cities)
- 身長：6フィート4インチ（約193.0cm）
- 体重： unBEARably heavy
- 生誕地：ミネソタ州ベアリバー
- 出身地：ミネソタ州ラムゼー郡ホワイトベアレイク
- 投打：両投両打（ただし、どちらも左が主）
- 背番号：00